# Antrophyum novae-caledoniae
Antrophyum novae-caledoniae är en kantbräkenväxtart som beskrevs av Georg Hans Emmo Wolfgang Hieronymus. Antrophyum novae-caledoniae ingår i släktet Antrophyum och familjen Pteridaceae. Inga underarter finns listade.